# Kayadere
Kayadere ist ein Dorf im Landkreis Ömerli der türkischen Provinz Mardin. Kayadere liegt etwa 31 km nordöstlich der Provinzhauptstadt Mardin und 9 km nordwestlich von Ömerli. Kayadere hatte laut der letzten Volkszählung 444 Einwohner (Stand Ende Dezember 2009).